# Le Grand Chef
Le Grand Chef is een Frans- Italiaanse film van Henri Verneuil die werd uitgebracht in 1959.
Het scenario is gebaseerd op het kortverhaal The Ransom of Red Chief (1907) van O. Henry. Verneuil deed voor de zevende keer een beroep op Fernandel, zijn favoriete hoofdacteur van de jaren vijftig. Later werden Jean Gabin en vooral Jean-Paul Belmondo Verneuils nieuwe vaste hoofdacteurs.

## Verhaal
Paolo et Antoine, twee vrienden, werken in een tankstation als autowasser. Sinds jaren dromen ze ervan veel geld te verdienen en een eigen zaak op te starten. Maar al hun pogingen om rijk te worden hebben tot nog toe niets opgeleverd. 
Op een dag denken ze de oplossing gevonden te hebben: ze ontvoeren Eric, het zoontje van een schatrijke zakenman, en vragen een flinke som losgeld. Eric ontpopt zich echter vlug tot een onwaarschijnlijke lastpost. Op de koop toe vindt hij zijn ontvoering heel spannend en gaat hij helemaal op in dat avontuur.

## Rolverdeling
| Acteur             | Personage                                      |
| ------------------ | ---------------------------------------------- |
| Fernandel          | Antoine Venturen, een autowasser               |
| Gino Cervi         | Paolo, vriend van Antoine, een autowasser      |
| Papouf             | Eric Jumelin, het ontvoerde jongetje           |
| Jean-Jacques Delbo | Alain Jumelin, de rijke vader van Eric         |
| Georges Chamarat   | Jules, de hofmeester van de familie Jumelin    |
| Noëlle Norman      | mevrouw Jumelin, de moeder van Eric            |
| Florence Blot      | juffrouw Florentine, het kindermeisje van Eric |
| Albert Michel      | de overbuur                                    |
| Dominique Davray   | de overbuurvrouw                               |
| Héléna Manson      | de meertalige gids in het Louvre               |
| Maurice Nasil      | de privé-detective die Eric op het spoor komt  |